# ترامادول (آلبوم)
ترامادول پنجمین آلبوم رسمی و استودیویی شاهین نجفی است که در ۱۵ مهر ماه ۱۳۹۲ منتشر شد. آلبوم ترامادول متشکل شده از سبک‌های موسیقی راک و پراگرسیو بوده است که ترانه سرایی این کار با شاهین نجفی، یغما گلرویی، سید مهدی موسوی بوده است. آهنگسازی این کار بر عهده خود شاهین نجفی بوده و میکس و مسترینگ و تنظیم این کار هم بر عهده مجید کاظمی بوده است. این آلبوم دارای یک موزیک ویدئو برای ترانهٔ «اینگونه» به تهیه کنندگی شهریار احدی است.

## واکنش‌ها
در پی انتشار این آلبوم توسط سایت برگ موزیک این رسانه تحت پیگرد قرار گرفت و مدیران آن توسط نیروهای سایبری سپاه دستگیر و روانهٔ بند دو الف زندان اوین شدند و هر کدام متحمل بیش از دوماه زندان انفرادی و تهدید به اعترافات تلویزیونی شدند. پروندهٔ برگ موزیک واکنشهایی را در پی داشت که می‌توان به گزارش سالانه احمد شهید نمایندهٔ سازمان ملل در امور حقوق بشر ایران و نامهٔ بیش از چهارصد تن از اهالی موسیقی و رسانه به علی جنتی وزیر ارشاد اشاره کرد. پروندهٔ برگ موزیک همچنان در شعبهٔ ۲۸ دادگاه انقلاب به ریاست قاضی مقیسه تحت بررسی قرار دارد.

## ترانه‌های آلبوم
این آلبوم در مجموع هشت ترانه دارد که عبارت‌اند از:
| نام ترانه   | ترانه‌سرا       | آهنگساز    | میکس، مسترینگ و تنظیم | زمان |
| ----------- | -------------- | ---------- | --------------------- | ---- |
| «اینگونه»   | شاهین نجفی     | شاهین نجفی | مجید کاظمی            | ۴:۴۷ |
| «عاصی»      | شاهین نجفی     | شاهین نجفی | مجید کاظمی            | ۵:۰۷ |
| «زار میزنم» | شاهین نجفی     | شاهین نجفی | مجید کاظمی            | ۴:۵۵ |
| «ترامادول»  | شاهین نجفی     | شاهین نجفی | مجید کاظمی            | ۴:۵۹ |
| «پونز»      | یغما گلرویی    | شاهین نجفی | مجید کاظمی            | ۵:۴۶ |
| «هر شب»     | سید مهدی موسوی | شاهین نجفی | مجید کاظمی            | ۶:۰۲ |
| «بد»        | شاهین نجفی     | شاهین نجفی | مجید کاظمی            | ۵:۴۷ |
| «بیا»       | فرامرز دعایی   | شاهین نجفی | مجید کاظمی            | ۳:۴۶ |

## اطلاعات آلبوم
- شاعران: شاهین نجفی، یغما گلرویی، سید مهدی موسوی
- آهنگساز: شاهین نجفی
- تنظیم: مجید کاظمی
- طراحی کاور: علی باغبان
- عکاس: امین خلقت[۶]